# Das gab’s nur einmal
Das gab’s nur einmal ist ein deutscher Kompilationsfilm mit Spielfilmanteilen als Rahmenhandlung aus dem Jahre 1958 von Géza von Bolváry mit Hans Albers und Helga Martin in den Hauptrollen.

## Handlung
Die blonde Kleinstadtschönheit Sabine Schröder arbeitet als Hilfskraft in einem Frisörgeschäft. Doch ihr Traum ist ein anderer: Sie will zum Film, ein echter Leinwandstar werden! Ihre Eltern können es nicht mehr hören, und auch Freund Jürgen, ein bodenständiger Autoschlosser, ist zunehmend genervt von Sabines Leinwandfimmel. Eines Tages erhält sie einen Brief von einer Berliner Filmgesellschaft, doch ihr Vater fängt ihn ab und verbrennt ihn ungeöffnet. Sabines Drang, ihr Leben grundlegend zu ändern, ist so stark, dass sie die Provinz verlässt und nach Berlin geht. Hier findet gerade die Berlinale statt.
Auf dem Tempelhofer Studiogelände lernt Sabine die desillusionierende Realität tagtäglicher Dreharbeiten kennen und stößt sogar auf Hans Albers, der sich ihrer annimmt. Als sie erfährt, dass in dem vom Vater verbrannten Antwortschreiben des Filmstudios eine Absage stand, ist sie am Boden zerstört. Albers bringt Sabine zurück auf den Boden der Tatsachen und klärt sie über die Schwierigkeiten des Filmschauspielberufs auf. Wenigstens kann er Sabine den Job einer Aushilfskellnerin bei einer Gala verschaffen, die er zu Ehren alter Leinwandkollegen im Titania-Palast veranstaltet. Sabine muss erkennen, dass es beim Wunschtraum von einer Filmkarriere bleiben wird.

## Produktionsnotizen
Produzent Kurt Ulrich wurde zu dem Film durch die gleichnamige Artikelserie von Curt Riess über die Geschichte der UFA im Stern inspiriert, die auch als Buch ein großer Erfolg wurde.
Das gab’s nur einmal entstand im Winter 1957/58 im Filmatelier in Berlin-Tempelhof und wurde am 6. März 1958 im Berliner Atelier am Zoo uraufgeführt. 
Alfred Lindemann übernahm die Filmherstellungsleitung. Gabriel Pellon schuf die wenigen Filmbauten. Für die zur Drehzeit 81-jährige Schauspielveteranin Antonie Jaeckel war dies der letzte Auftritt vor einer Kamera, wie auch für ehemalige Stars des Stumm- und Tonfilms wie Alice Hechy, Melitta Klefer und Oskar Sabo.

## Kritiken
Das Lexikon des Internationalen Films urteilte: „Ausschnitte aus alten Ufa-Filmen, ohne ordnendes Prinzip zusammen- und von Hans Albers in einer läppischen Rahmenhandlung vorgestellt. Neben expressionistischen Stummfilmen enthält die Kompilation eine Reihe sentimentaler Produktionen aus der Zeit des Nationalsozialismus. Das Ergebnis ist ein nostalgischer Rückblick, der den trügerischen Eindruck erweckt, die Filme des Dritten Reiches seien überwiegend harmlos und unpolitisch gewesen – eine in den 50er Jahren durchaus weit verbreitete Lesart des ‚NS-Unterhaltungskinos‘.“
Film.at befand ähnlich: „Ein eigentümlich- bis bizarres Kuriosum: Ein Spielfilm, der eigentlich nur ein Vorwand ist für Szenen um Szenen aus Klassikern des deutschen Kinos – deren Nacheinander jene Kontinuitäten verkörpern, um die alle wussten, die aber offiziell verleugnet wurden.“